# 3707 Schröter
3707 Schröter là một vành đai tiểu hành tinh với vận tốc quỹ đạo là 1546.5430188 ngày (4.23 năm). Nó được phát hiện ngày 5 tháng 2 năm 1934.